# Frédéric Lefèvre
Pour les articles homonymes, voir Lefèvre.
Ne pas confondre avec Frédéric Lefebvre, homme politique français
Frédéric Lefèvre, né Narcisse Lefèvre le 7 mai 1889 à Izé et mort à Paris 18e le 11 septembre 1949, est un romancier, essayiste et critique littéraire français.

## Biographie

### Origine
Fils de hongreur-rebouteux, que l'on disait aussi sorcier, il est né à Izé au pied du mont Rochard, pas très loin de la maison des Cheurin. Issue du monde rural, il était fils de paysan et fut, une partie de son enfance, berger. Orphelin à 5 ans, il put faire ses études grâce à un prêtre qui s’intéressa à lui et qui lui apprit le latin et le grec et lui donna le goût des lettres. Entré au petit séminaire de Mayenne, où il fut toujours dépaysé, de la troisième à la rhétorique. Il refusa ensuite d'entrer au grand séminaire de Laval.

### Montée à Paris
Frédéric Lefèvre s'en vint à Paris vers 1912 pour tenter fortune dans les lettres. Les premières années sont difficiles. Lefèvre connait un moment de célébrité ephémère en étant champion du concours de pipe pendant trois ans, fumant une pipe de quatre grammes en cinquante-six minutes et six secondes .
Par nécessité, pour vivre, il est « pion », professeur, secrétaire d’une usine de câbles électriques, employé de banque, clerc d’huissier ; il fait la Première Guerre mondiale, et c’est à Verdun qu’il écrivit son premier livre. Revenu de la guerre, il continua, publia divers essais. Il débuta avant 1914 par un essai sur la jeune poésie française et un second essai intitulé Le Mépris sauveur.

### L'adopté de Montmartre

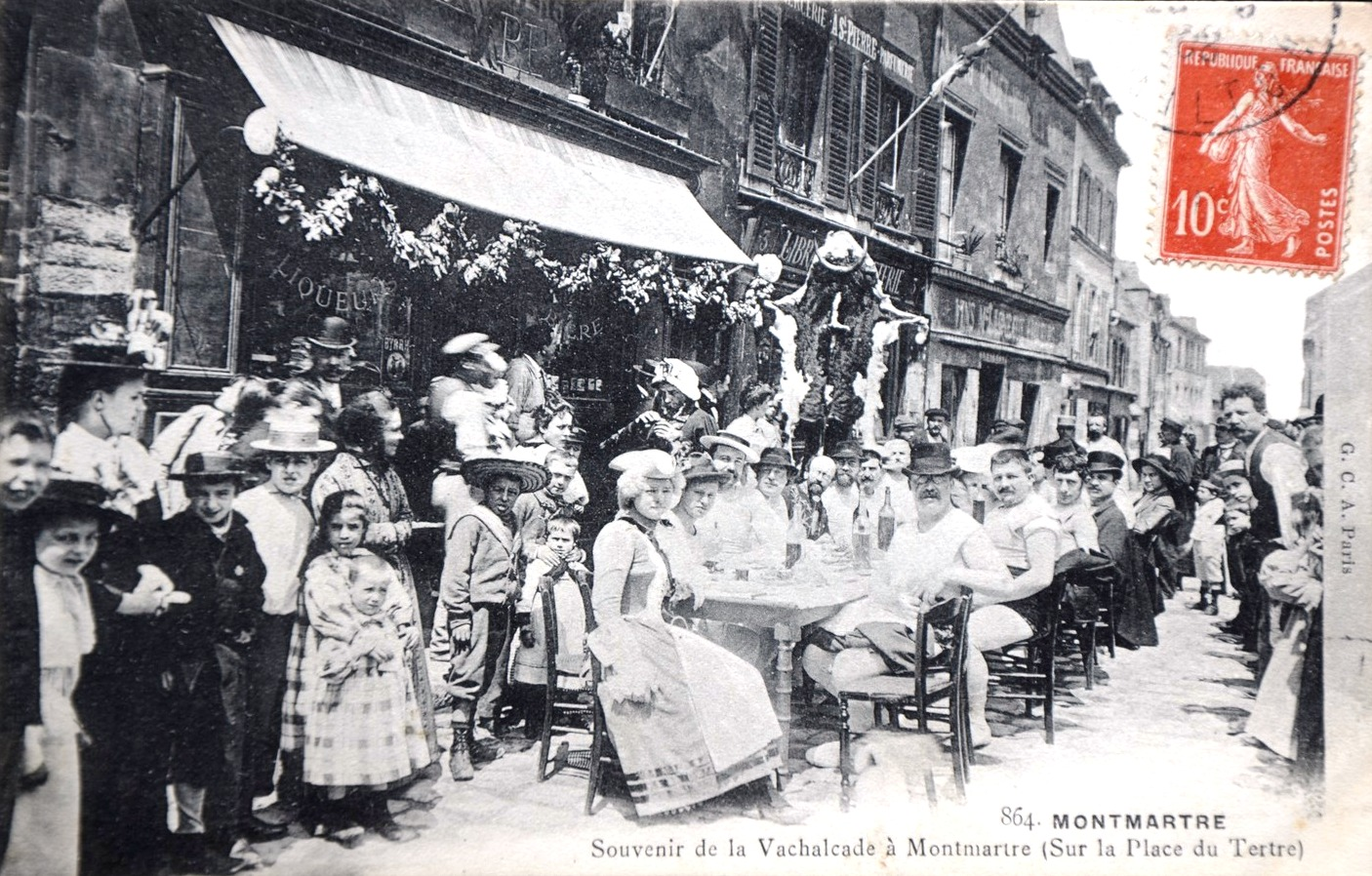
La Vachalcade de Montmartre en 1908

Frédéric Lefèvre est actif dans l'animation de la vie culturelle de la Butte Montmartre, et lance également avec Jules Depaquit et Maurice Hallé la "Foire aux croûtes" pour soutenir les nombreux artistes de la Butte.
Après la Première Guerre mondiale, il fréquente longuement les milieux monmartrois, où il se lie avec Francis Carco, Charles-Louis Philippe, Pierre Mac Orlan, Roland Dorgelès. Il collabore à de nombreuses revues littéraires et appartient à un moment à l'équipe des Treize de L'Intransigeant.
Il participe en 1920 à La Vache enragée, le journal des poètes que dirigeait Maurice Hallé, journal officiel de la Commune libre de Montmartre. Il y donnait, ou plutôt y parlait chaque soir un feuilleton dans lequel il évoquait Nietzsche, Wagner et bien d’autres personnages aussi célèbres.

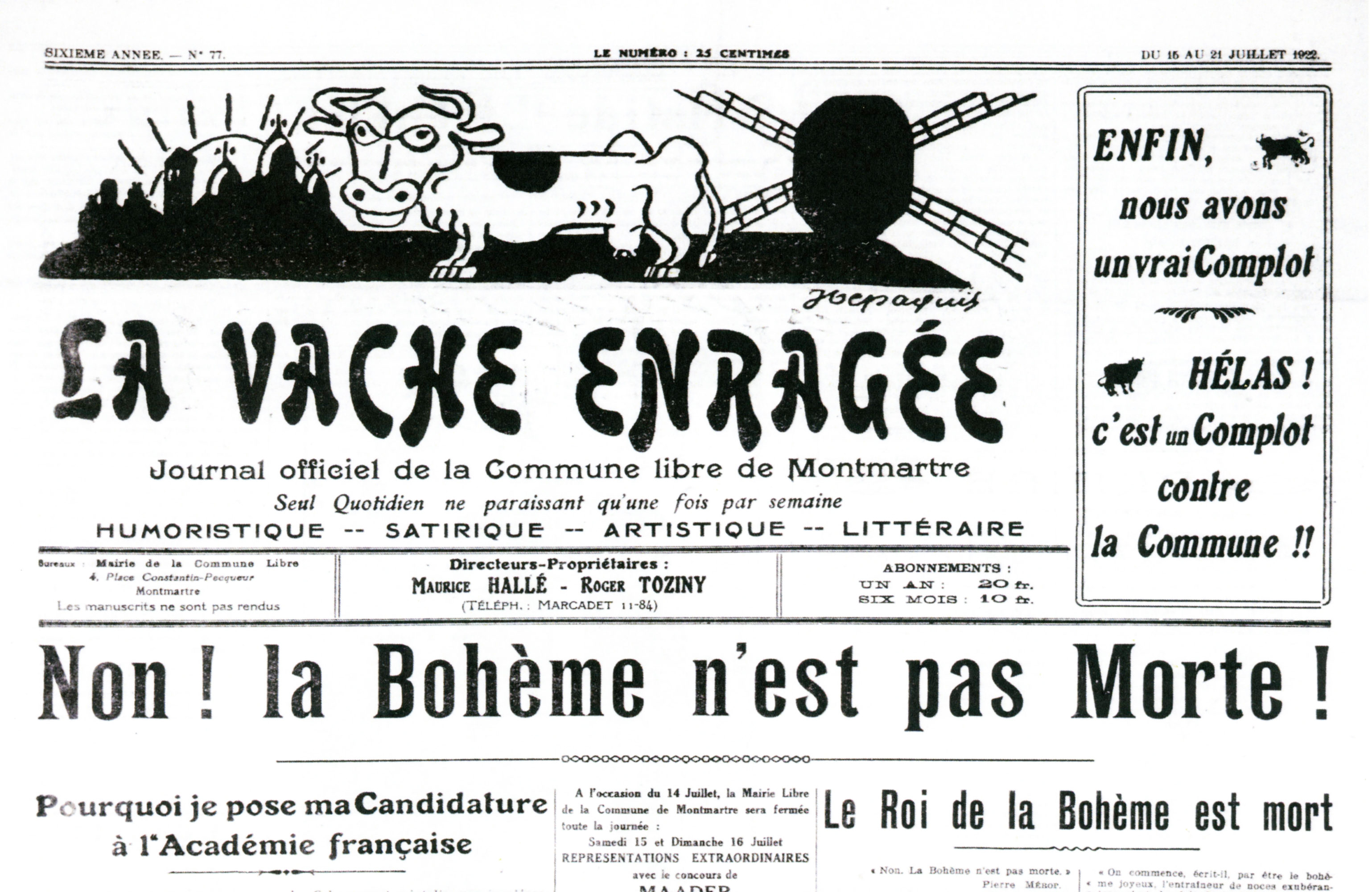
Première page de La Vache enragée

Il collabora aussi à L'Homme libre et au Cri de la Banlieue.

### Nouvelles Littéraires
Il participe, avec Maurice Martin du Gard et Jacques Guenne, à la fondation des Nouvelles Littéraires en octobre 1922. Il sera rédacteur en chef de cet hebdomadaire consacré à la littérature de 1922 à 1949. 
Entre-temps, Lefèvre voyagea beaucoup à travers l’Europe, pour donner un peu partout des conférences sur le mouvement intellectuel français. Il a la haine de la guerre, depuis longtemps, il réclame les États-Unis d’Europe, et il travaille opiniâtrement à l’échange et au rapprochement intellectuel international, et s'oppose aux réactionnaires.

### Une heure avec...
C'est dans les pages des Nouvelles littéraires qu'il publia sa chronique « Une Heure avec... »,  forme nouvelle de la critique littéraire (reprenant ainsi l'idée de Jules Huret). Il inaugure le 25 novembre 1922 sa fameuse rubrique « Une heure avec... » en interrogeant le romancier Pierre Mille.
Cette série d′entretiens va prolonger jusqu′en 1938 avec près de 300 entretiens. Elle est aussi prolongée par une formule radiophonique sur Radio-Paris, nommée Radio-Dialogues, qui sera menée jusqu'en 1940.

### Littérature
Il écrivit un certain nombre d’ouvrages, des essais : Les Matinées du hêtre rouge, L’Adhésion, Images bibliques, Orphée, et des romans autobiographiques : Samson fils de Samson et Ce vagabond.

### Seconde Guerre mondiale
Les Nouvelles Littéraires se sabordent en juin 1940. Il passé l'été 1940 dans les Alpes-Maritimes, et arrive à Vichy en novembre 1940, comme d'autres écrivains. Pendant la Seconde Guerre mondiale, il rédige des articles dans Le Jour de 1940 à 1942, où il prend position pour le maréchal Pétain et à sa politique de « retour à la terre », ainsi qu'à Pierre Dominique.
Il se retire ensuite dans un village auvergnat au Vernet-la-Varenne, où il vécut pendant les années de guerre (1942-1944). Il y écrivit un livre intitulé Rêveries des Claustres dédié à la famille Genestier, de Chaméane, qui l'avait caché à plusieurs reprises.
Après la libération, il reprit son activité en octobre 1944 aux Nouvelles Littéraires dont il était la directeur.
Il succomba en septembre 1949 des suites d’un accident cardiaque qui l’avait frappé au mois d'août précédent. 
Les Lettres françaises indiquent que c’était un homme truculent qui aimait la vie, mais mitigé d’une certaine onction qu’il devait sans doute à son éducation religieuse. L'hebdomadaire Carrefour indique qu'il était bourru, mais généreux et enthousiaste, il fut un découvreur. Henry Castillou est le dernier jeune qu’il dénicha. Esprit fin — il adorait les beaux livres et la conversation des jolies femmes. Esprit profond — il aimait les discussions sur ce qui demeure : Dieu, la religion, le sens de la vie..
Une place porte son nom à Izé.

## Publications
- La Jeune poésie française, Fribourg-Paris, Rouart et Cie, éditeurs, 1917, puis Georges Crès 1918, 263 p.
- Amour perdu. Coll. Ariste, 1918
- Le mépris sauveur. Essais, 1919
- La poésie dans nos poètes, Paris, Champion, 1923, [coll. “Les Amis d'Edouard”].
- Une heure avec.. Série d'entretiens publiés sous ce titre ; il y eut 6 séries, les 5 premières (1924, 1924, 1925, 1927 et 1929) parues chez Gallimard et la 6e (1933) chez Flammarion.
- Les Sources de Paul Claudel. 1925.
- Entretiens avec Paul Valéry.. 1926. Le Livre. Chamontin et chez Flammarion.
- Études sur Bernanos. 1926.
- Visite à Charles Silvestre, Limousin.
- Marcel Jousse : une nouvelle psychologie du Langage. Paris, Librairie de France, 1927.
- La force. 1928
- L'itinéraire philosophique de Maurice Blondel, 1929
- Les matinées du Hêtre rouge, éd. Ernest Flammarion, 1929.
- Amour secret 1931
- Entretiens sur J.-K. Huysmans, éd. des Horizons de France, 1931.
- Samson fils de Samson (roman d'une famille de sorciers), éd. Ernest Flammarion, 1930. Récit autobiographique qui a trait à la sorcellerie en Mayenne. Cet ouvrage fit scandale dès sa parution dans les milieux catholiques. Il raconte sa vie au petit séminaire de Mayenne, où il fut toujours dépaysé, de la troisième à la rhétorique. Il refusa ensuite d'entrer au grand séminaire de Laval. A été réédité aux éditions Siloë, en 1993
- Le sol, 1931, illustré par André Kertész
- L'amour de vivre (roman), éd. Ernest Flammarion, 1932.
- La difficulté d'être femme (roman), éd. Ernest Flammarion, 1934.
- Ce vagabond (roman), éd. Ernest Flammarion, 1936.
- Monsieur Maubenoît, philatéliste. 1941. Ariane. Coll.Horizons littéraires.
- Le Terrible Pouvoir - Aux Trois Écus, éd. Edouard Aubanel, 1942. Une suite était prévus, Le Terrible Pouvoir - II - Le Monde va renaître
- L'Adhésion (essais et portraits), éd. Edouard Aubanel, 1943.
- Samson le magicien (roman), éd. Jean Renard, 1944.
- Mes amis et mes livres. Ed.Lumières, Anvers. 1947